# Ochelarii șarpelui

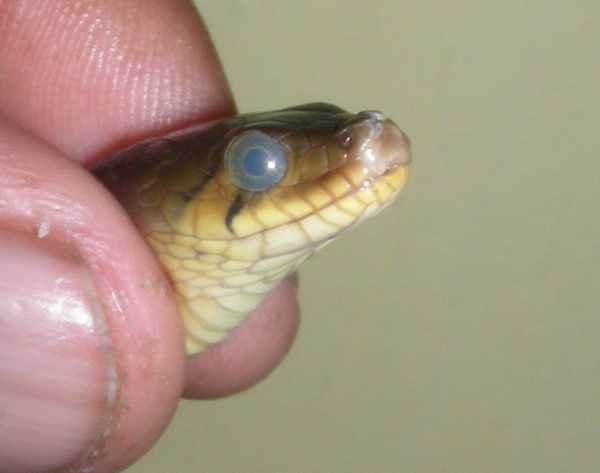
Ochelarii şarpelui maţi la colubride înainte de năpârlire

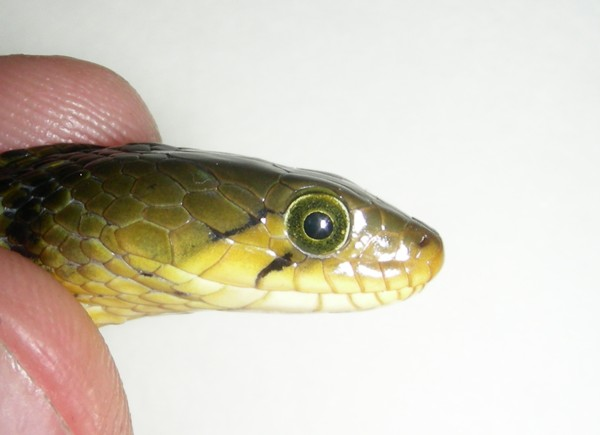
Ochelarii şarpelui transparenţi la colubride după năpârlire

Ochelarii șarpelui sunt un disc (solz, membrană) transparent fix, ca o sticlă de ceas care acoperă corneea ochilor șerpilor și servește pentru protejarea lor și ca un rezervor pentru lichidul lacrimal. Șerpii nu au pleoape mobile, ca la șopârle. Cele două pleoape sunt sudate într-o membrană transparentă ce acoperă ochii și care dă acestora aspectul sticlos. Înainte de năpârlire această membrană transparentă devine mată și bine vizibilă.